# صالح جبر
محمد صالح جبر علي الزيدي (1896–1957) المعروف بـ(صالح جبر).سياسي عراقي شغل منصب رئيس وزراء العراق من مارس 1947 إلى يناير 1948. وهو أول عراقي من الطائفة الشيعية يتولى رئاسة الوزراء.
في الثلاثينيات والأربعينيات من القرن الماضي، شغل صالح منصب وزير العدل والتعليم والشؤون الخارجية والداخلية والمالية. لم يتم قبوله من قبل السياسيين الشباب الليبراليين والقوميين الذين عوملوا بقسوة عندما كان وزيراً للداخلية في زمن الحرب. خلال فترة توليه منصبه، تم إعداد المعاهدة الأنجلو عراقية عام 1948 وهي مراجعة للمعاهدة الأنجلو عراقية لعام 1930، وتم التوقيع عليها دون استشارة القادة العراقيين الآخرين. سقطت حكومته بعد القمع الدموي لانتفاضة الوثبة المناهضة لبريطانيا، فاضطر إلى التنصل من المعاهدة وهرب إلى إنجلترا في 26 يناير 1948.
أطلق نجله سعد صالح أول صحيفة عراقية معارضة «التيار» منذ منفاه في لندن عام 1984 حتى غزو العراق عام 2003.